# Nyctophilus nebulosus
Nyctophilus nebulosus är en fladdermus i familjen läderlappar som förekommer på Nya Kaledonien. Artepitet i det vetenskapliga namnet syftar på det dimmiga vädret i utbredningsområdet och på den otydliga morfologiska skillnaden mot andra släktmedlemmar.
Två exemplar hade en kroppslängd (huvud och bål) av 52,9 respektive 54,9 mm, en svanslängd av 48,7 respektive 50,2 mm och en vikt av 9,4 respektive 12,0 g. Några individer hade 42,4 till 43,5 mm långa underarmar och 24,5 till 27,3 mm långa öron. Liksom andra släktmedlemmar men i motsats till de flesta andra läderlappar finns en liten hudflik (blad) på näsan. I hudfliken saknas en Y-formig fåra. Öronen är sammanlänkade med en hudremsa. Pälsen har en rödbrun till kanelbrun färg och undersidan är ibland lite ljusare. Däremot är nakna delar av nosen, öronen och flygmembranen gråbruna.
Arten hittades nära berget Mount Koghis vid 430 meter över havet. Individer fångades vid en skogsglänta bland regnskog. Dessutom är några museumsexemplar kända.
Denna fladdermus hotas av skogsavverkningar samt av skogsbränder. På grund av det begränsade utbredningsområde listas arten av IUCN som akut hotad (CR.).